# François Ozon
François Ozon, född den 15 november 1967 i Paris, är en fransk filmregissör och manusförfattare. 
François Ozon har gjort åtskilliga kortfilmer mellan åren 1988 och 1998. Sedan dess har han gjort en film om året. Hans första långfilm, Sitcom, presenterades på Cannesfestivalen 1998. Han erhöll större internationellt erkännande med filmerna 8 kvinnor (8 femmes, 2002) och Swimming Pool (2003).

## Filmografi

### Långfilmer
- 1998 – Sitcom
- 1999 – Älskande på flykt
- 2000 – Vattendroppar på brännande stenar
- 2000 – Under sanden
- 2002 – 8 kvinnor
- 2003 – Swimming Pool
- 2004 – Kärlek tur & retur
- 2005 – Tiden som finns kvar
- 2007 – Hennes envisa hjärta
- 2009 – Ricky
- 2010 – Potiche - En fransk troféfru
- 2012 – Bakom stängda dörrar
- 2013 – Isabelle
- 2014 – En ny flickvän
- 2016 – Frantz
- 2017 – Dubbelt begär
- 2019 – I Guds namn
- 2020 – Summer of 85